# Turunmaa-klass
Turunmaa-klassens fartyg användes som kanonbåtar i den finska marinen. Internationellt sett räknas de som korvetter.

## Historia

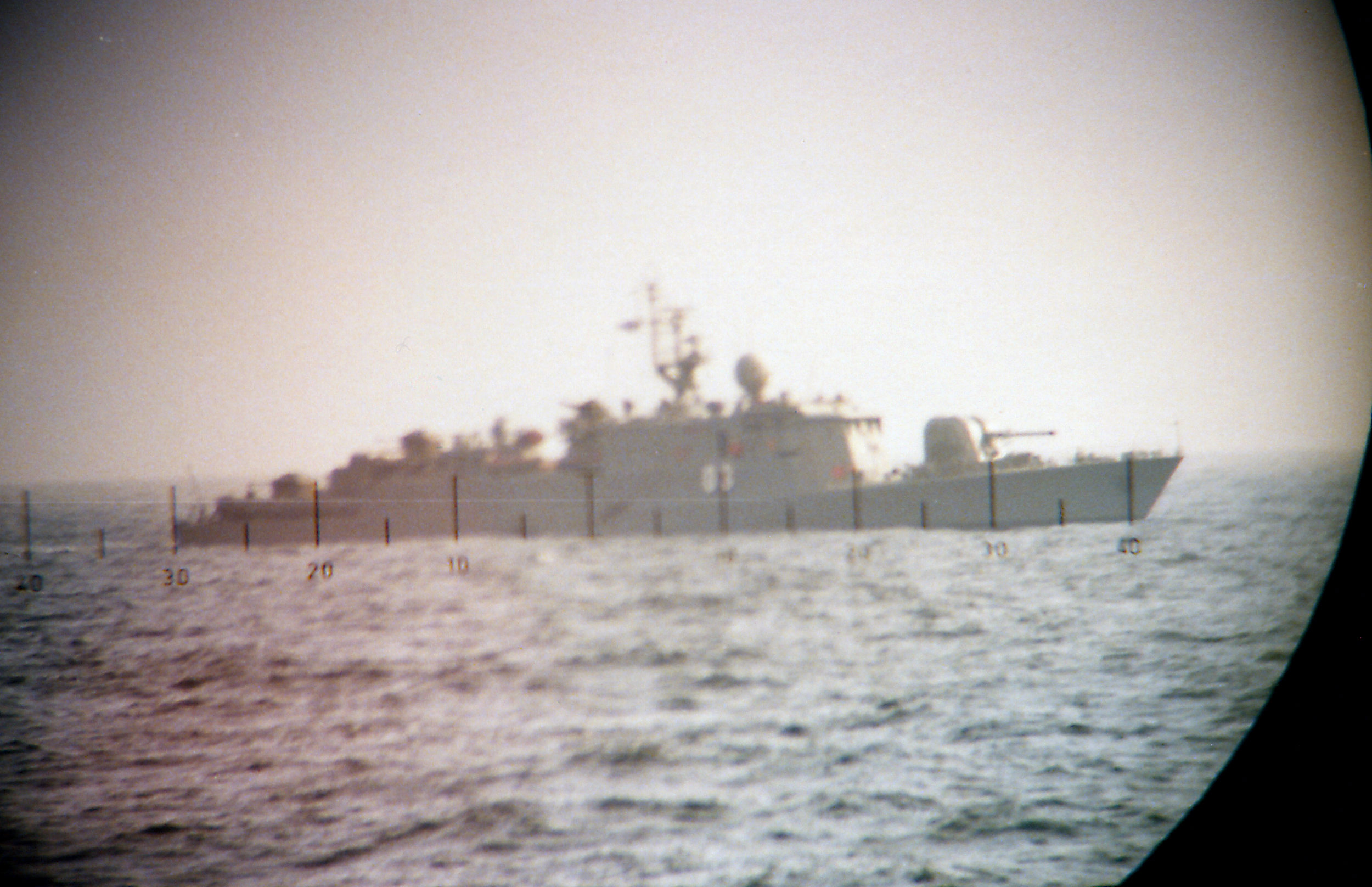
Turunmaa fotograferad via kikare år 1983.

Utvecklingen av Turunmaaklassen började år 1963. Fem skrovkonstruktioner och över 30 olika framdrivningsvarianter undersöktes under utvecklingen. Vid denna tidpunkt var elektroniken ombord det modernaste som gick att få och drog åt sig internationell uppmärksamhet. Båda fartygen byggdes av Wärtsiläs Helsingforsvarvet. Båda fartygen byggdes om 1985-86 och hela eldlednings- och kommunikationssystemet moderniserades. Idag är båda fartygen deaktiverade och Karjala har stått sedan 2002 som ett museifartyg vid sjöfartsmuseet Forum Marinum i Åbo hamn bredvid Suomen Joutsen. Turunmaa har avväpnats och fungerar som en flytande maskinverkstad och skolfartyg för högskolan i Satakunda. Inget av fartygen är mera i den finländska flottans ägo.

## Fartyg av klassen
- Turunmaa (03)
- Karjala (04)